# 新版画

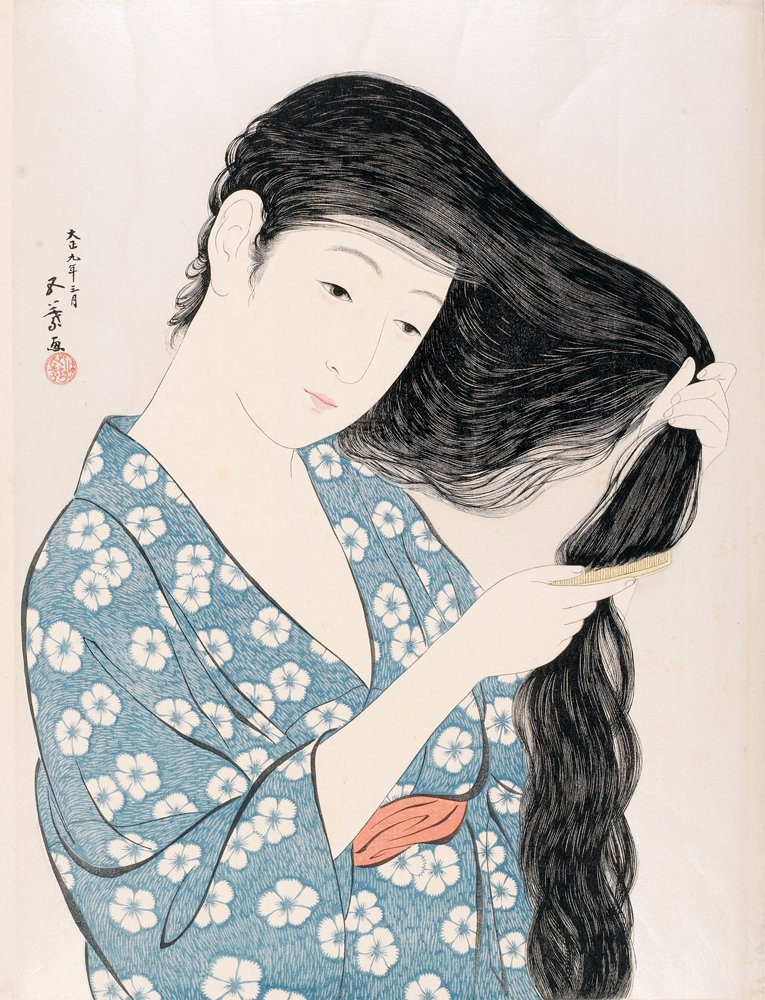
橋口五葉「髪梳ける女」1920年

新版画（しんはんが）とは、明治30年前後から昭和時代に描かれた木版画のことを指し、版元を中心として、従来の浮世絵版画と同様に、絵師、彫師、摺師による分業により制作されており、浮世絵の近代化、復興を目指した。「新板画」、「大正新版画」とも表記される。なお、関東大震災以降になると、吉田博など私家版によって木版画を制作する画家も現れていった。その後、第二次世界大戦をはさんで、主要な版元であった渡辺庄三郎が1962年に死去するまで、この分業体制の木版画が多数描かれた。

## 概要

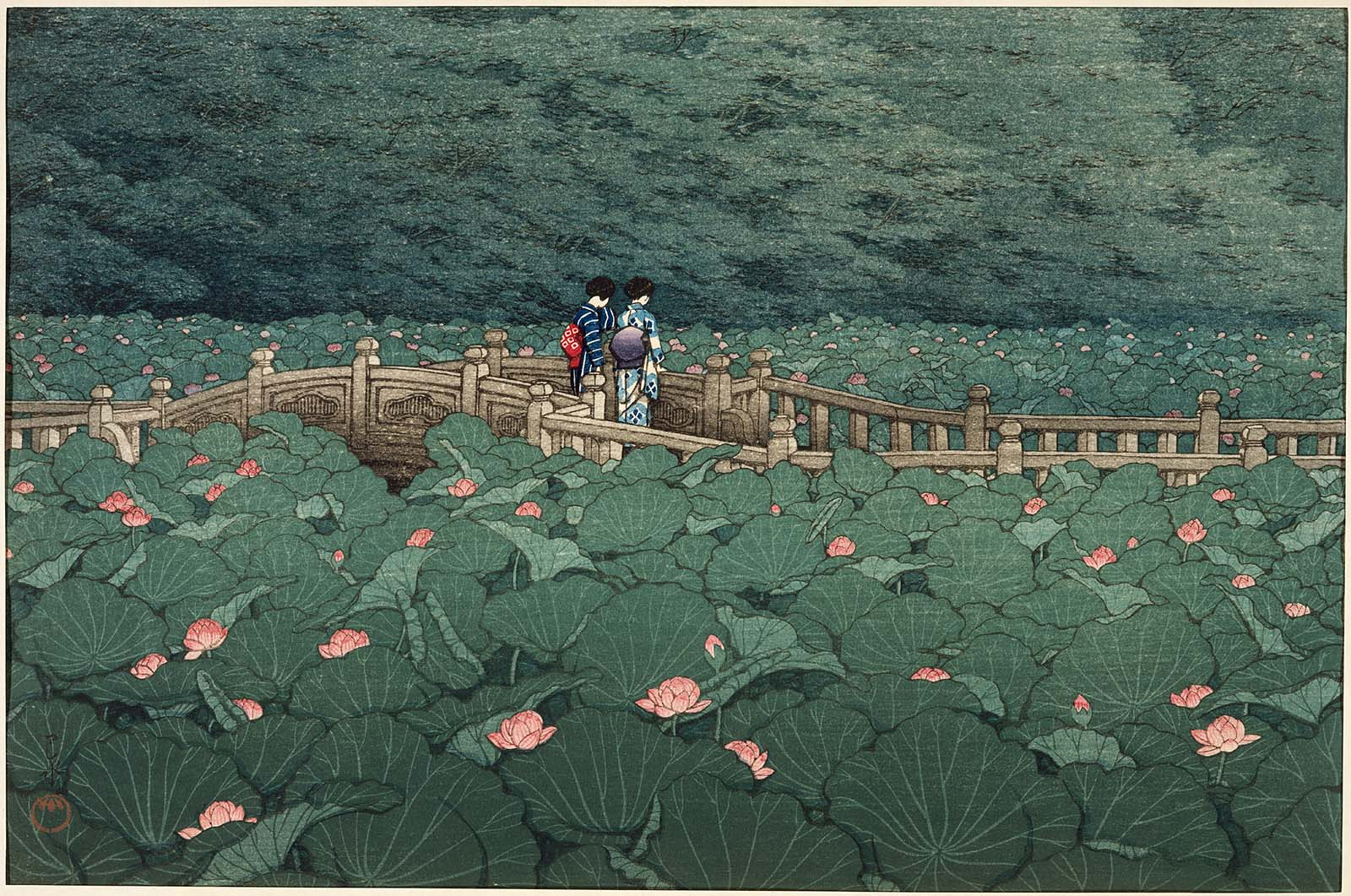
川瀬巴水「芝弁天池」1929年

江戸時代に流行した浮世絵版画も、明治27年（1894年）に起こった日清戦争を描いた戦争絵の一時的なブームを最後に急速に力を失っていき、明治30年から明治40年代になると、廉価な石版画、写真、大量印刷の新聞、雑誌、絵葉書などという新商品の人気に押され、売れ行き不振となり、衰退していった。そのような状況のなか、このような分業による木版画に興味を抱いたのが、ジャポニスムの影響を受けて明治32年（1899年）9月に来日していたヘレン・ハイド、翌明治33年（1900年）4月に来日したエミール・オルリックらといった外国人であった。その後、橋口五葉、伊東深水らの新版画着手の後、日本画家のみならず、洋画家や外国人作家の参画によって、大正12年（1923年）に発生した関東大震災以前の新版画は最も華やかで、実験的な作品を生み出す時代を迎えた。どこか現代的なデッサンの美人画、役者絵、陰影のある風景画などが特徴である。また、外国人に人気があった花鳥画も多く描かれた。
関東大震災以降、東京には1924年創業の孚水画房、土井版画店、いせ辰、加藤版画店、芳壽堂(店主不詳)、尚美堂(田中良三)など多くの新興の版元が現れて活況を呈し、中でも、川瀬巴水が多くの版元と提携して作品を出版していることが注目される。また、名古屋には後藤版画店、京都に佐藤章太郎、内田美術書肆、大阪に根津清太郎、真美社（店主不詳）、関西美術社、兵庫に西宮書院などが現れている。

## 歴史
明治30年（1897年）頃になると、それまでの伝統的浮世絵版画の灯はほぼ消えようとしつつあったが、その頃、同時期に次の時代の木版画を作る動きが始まっていた。実際には、大正時代に開花した新版画または大正版画ともいわれるものであった。この動きには、全く別系統、別の基盤からのものと、それらが混ざっている場合があった。具体的にいうと、伝統的日本画、浮世絵系統から育ったものと、洋画の基盤から育ったものがあったのである。便宜的に、ここでは大きく洋画を基盤とする創作版画派と、新版画派とに分類することにし、この項では後者の新版画について述べる。技法の点からいうと、自分で絵を描いて自分で彫り摺る自刻版画の場合を創作版画といい、浮世絵系伝統的木版画、錦絵の技法で画家、彫師、摺師の三者が一体となって新風を目指していった場合を新版画という。伝統版画が絶えてしまうことを恐れての活動ということ以上に、作品や技法も意欲的で新技法の開拓もあったことを忘れてはならない。技法の面でいうと、馬連の跡を残した実験的な摺りが試みられた。
明治40年（1907年）に山本鼎、石井柏亭、森田恒友が美術雑誌『方寸』を発刊、山本らは自画自作の創作版画運動を始めた。彼らは始めの頃、自作の版画を「刀画」（とうが）と称していた。他にこの創作版画を手掛けた人には、柏亭の弟、石井鶴三、織田一磨、戸張孤雁らがいた。石井鶴三は明治38年（1905年）、山本鼎との同人誌『平旦』に「虎」を発表、初めて版画という名称を使った先駆者の一人であった。織田一磨は明治40年、第1回文展に入選した後、上京し「パンの会」や『方寸』に参加して創作版画活動に加わっている。さらに、大正7年（1918年）の日本創作版画協会設立にも関与していた。彼らのうち、石井柏亭、織田一磨、戸張孤雁は画家、彫師、摺師の分業による新版画の作品も発表している。
明治末年頃、海外への輸出用に浮世絵の原画や復刻版を制作していた版元の渡辺庄三郎は、版元中心の伝統的な工程による新しい版画を模索していた。原画の作者の意図を最重視しつつ、彫り、摺りはそれぞれに熟練の技を持つ者があたるのが最良と考えていた。この動きにいち早く賛同したのが、オーストリア人フリッツ・カペラリ、イギリス人チャールズ・ウィリアム・バートレット、エリザベス・キースで、渡辺は彼らの作品を次々と木版により翻刻していった。これが後の日本人画家による新版画誕生の契機となっており、渡辺は、日本画特有の墨の掠れや滲みを木版画で表現しようと試み、版画でもって肉筆浮世絵の質感を出そうと考えていた。大正頃、柳町に間借りしていた渡辺版画店は高橋弘明に日本の特徴ある山水人物画を要請、輸出用の大判木版画約10点を「新作版画」と命名して試作、版行、販売した。一方、小林清親が没した大正4年（1915年）に橋口五葉は下絵を制作、明治39年（1906年）創業の渡辺版画店から日本人作家による最初の木版画「浴場の女」を翌大正5年（1916年）に版行、これが新版画の第1作となる。また、浮世絵の画系を引く伊東深水も大正5年（1916年）にやはり渡辺版画店から「対鏡」を第1作として版行、以降引続いて美人画シリーズを刊行している。他には大正5年、同様に役者絵「鴈治郎の紙屋治兵衛」を版行した名取春仙、「十一代目片岡仁左衛門の大星由良之助」を版行した山村耕花、大正7年（1918年）に風景版画「塩原おかね路」、「塩原畑下り」、「塩原志ほがま」3点を第1作として版行した川瀬巴水の他、楢崎栄昭、伊藤孝之、笠松紫浪、小原祥邨、高橋弘明、土屋光逸、石渡江逸、井出岳水、北川一雄、古屋台軒などが新版画の制作に携わっている。大正期には土井版画店が新出、土屋光逸やフランス人のノエル・ヌエットの作品を版行している。また、風景画家特に山岳画家として知られている吉田博も、大正10年（1921年）に第1作の「牧場の午後」という作品を渡辺版画店から版行していた。この新版画がヨーロッパなどで人気を博したので、吉田は4年ほど経た大正14年（1925年）には、自らの工房吉田スタジオを開設し、以降は自身で彫り摺りを監修、そこから作品を発表し始めた。これを私家版といい、前述の橋口五葉も私家版による作品を制作している。この間の大正12年（1923年）9月1日の関東大震災の際、渡辺版画店が被災、火災によってこれまでの版木や版画作品、書籍の全てを焼失してしまった。しかし、渡辺はすぐに再起し、大正13年（1924年）には織田一磨の「松江大橋（雪中）」など多色摺木版画を出版して新作版画の制作を継続させている。新版画においては、個々の絵師の創造性を徹底的に尊重した個性豊かな新しい浮世絵版画が出版されており、このような渡辺の活動に呼応して新作版画の制作に力を入れる新興版元が出現してくる。関東では伊せ辰、東京尚美堂、酒井好古堂、川口、土井版画店、加藤版画、馬場静山堂、アダチ版画研究所、日本版画研究所、高見沢木版社、孚水画房、美術社、池田富蔵、長谷川武次郎など、関西では京都に明治期創業の芸艸堂、佐藤章太郎、内田美術書肆、大阪に根津清太郎、真美社(店主不詳)、関西美術社、1920年代末になると兵庫に西宮書院が、名古屋に後藤版画店といった版元が現れている。
関西画壇においては、大正4年（1915年）、浮世絵の流れを汲んだ北野恒富がキリンビールの美人画のポスターを描いており、これが好評を得て7万枚摺ったといわれている。そして、大正7年（1918年）、美人画の版画で「郭の春秋」4枚組を刊行している。版元は中島青果堂といい、石井柏亭の「東京十二景」と同じ版元であった。作品は500部刊行という割に今まではほとんど世に出て来なかった。その後関西では、大正14年（1925年）に佐藤章太郎という版元から吉川観方、三木翠山の美人画が版行された。その後、京都においては昭和に入っての京都版画院、まつ九、兵庫には西宮書院などが現れており、この西宮書院からは山川秀峰や大野麦風、和田三造など著名な絵師が作品を発表していった。さらに昭和初期になって、大阪には成田守兼及び華泉という絵師が現れ美人画(版元未詳)を競作、名古屋では渡辺幾春(版元未詳)がやはり美人画を残している。また、同じく名古屋の後藤版画店から瀬川艶久が風景画を出している。
また、東京では鳥居派の第八代当主で、五代目鳥居清忠でもあった鳥居言人が版元池田富蔵から昭和6年（1931年）に版行した「朝寝髪」という美人画が発禁処分となっている。これは70部摺られているが、当時の当局には危険だと感じられ、発売後警視庁に没収されてしまった。その他、小早川清も同じく昭和5年に「近代時世粧」6枚組を刊行している。モデルは浅草の芸者や断髪のモダンガール、カフェの女給たちであった。この時代のカフェとはただの喫茶店ではなく、現在の風俗店に近いようなもので性的な接待を売り物にしていた。さらに、昭和10年（1935年）に版行された石川寅治の「裸女十種」シリーズ(私家版)では、美人画の中に洋画のヌードをとりこんでおり、ヌードの女性が部屋で本を読む姿などが描かれていた。
他に日本画を池田輝方夫妻に師事し、昭和8年（1933年）に若礼版画研究所を設立、翌昭和9年（1934年）に最初の版画「サイパンの娘とハイビスカスの花」を版行したフランス人絵師ポール・ジャクレーも知られている。ジャクレーは「虹」を同昭和9年に創立された加藤版画研究所（現・加藤版画）から版行、竹久夢二らもここから作品を発表している。その後、昭和16年(1941年)12月に太平洋戦争が勃発、翌昭和17年(1942年)頃から戦時統制になって画材の入手が困難となつていった。
このように様々な画家たちが、関東大震災及び第二次世界大戦を挟みながらも新版画を発表しており、最も長い期間作画をしたのは伊東深水であったが、昭和35年（1960年）代以降は作者の高齢化や、目まぐるしい社会の移り替りもあって、また昭和37年（1962年）に版元の渡辺庄三郎が死去したことによって、その制作は一時代を終えた。
現代では、江戸東京博物館の「よみがえる浮世絵―うるわしき大正新版画」（2009年）など、企画展が各地で開かれている。